# یواس‌اس جستجوی (اس‌پی-۱۷۱)
یواس‌اس جستجوی (اس‌پی-۱۷۱) (به انگلیسی: USS Quest (SP-171)) یک کشتی بود که طول آن ۶۰ فوت (۱۸ متر) بود. این کشتی در سال ۱۹۱۶ ساخته شد.